# Mishmi-Takin
Der Mishmi-Takin (Budorcas taxicolor) ist eine Paarhuferart aus der Gruppe der Ziegenartigen (Caprini), die im indischen Bundesstaat Arunachal Pradesh, im Norden von Myanmar, im Südosten von Tibet und im Nordwesten der chinesischen Provinz Yunnan vorkommt. Der deutsche Trivialname bezieht sich auf die Mishmi-Berge im nordöstlichen Arunachal Pradesh.

## Merkmale

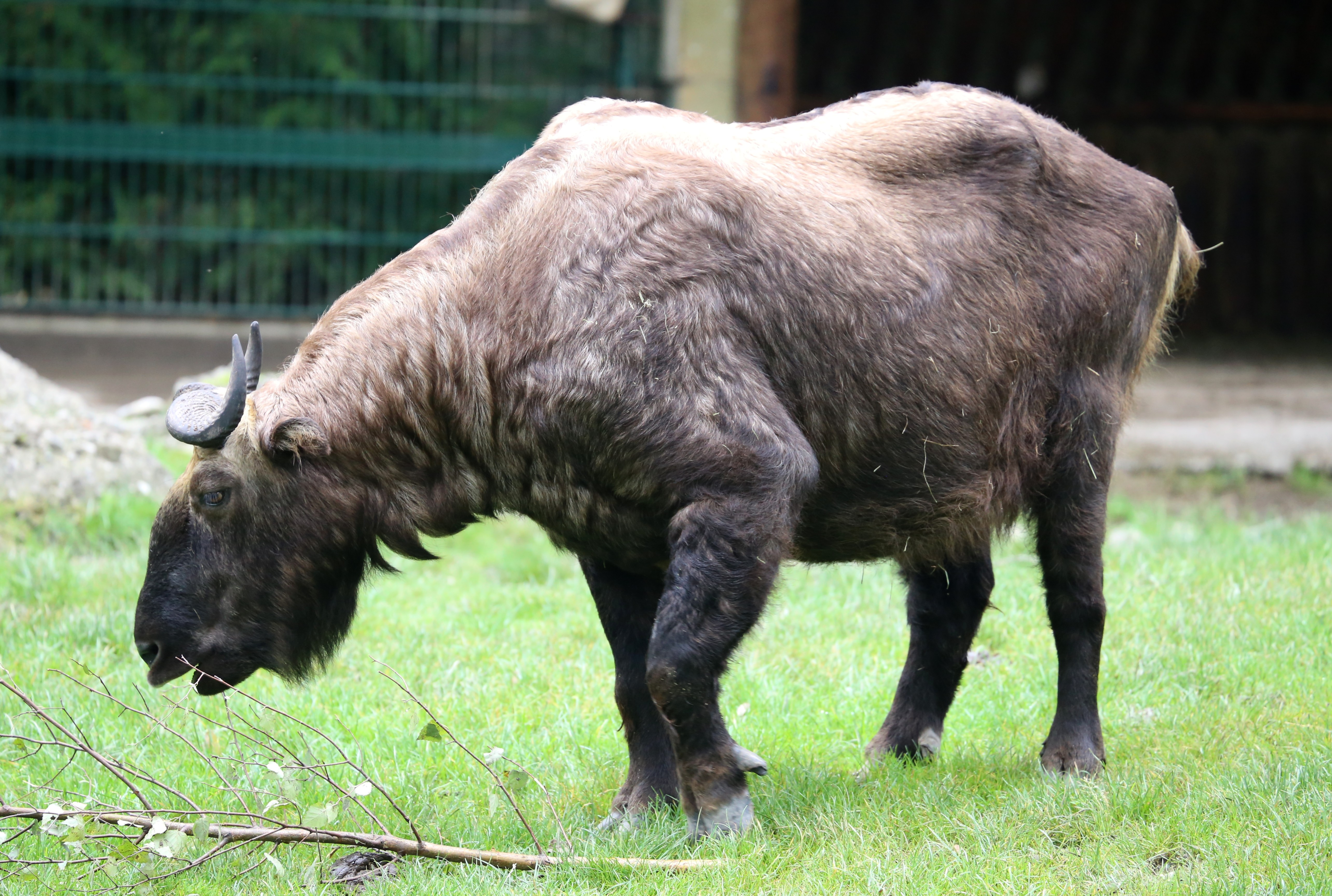
Mishmi-Takin

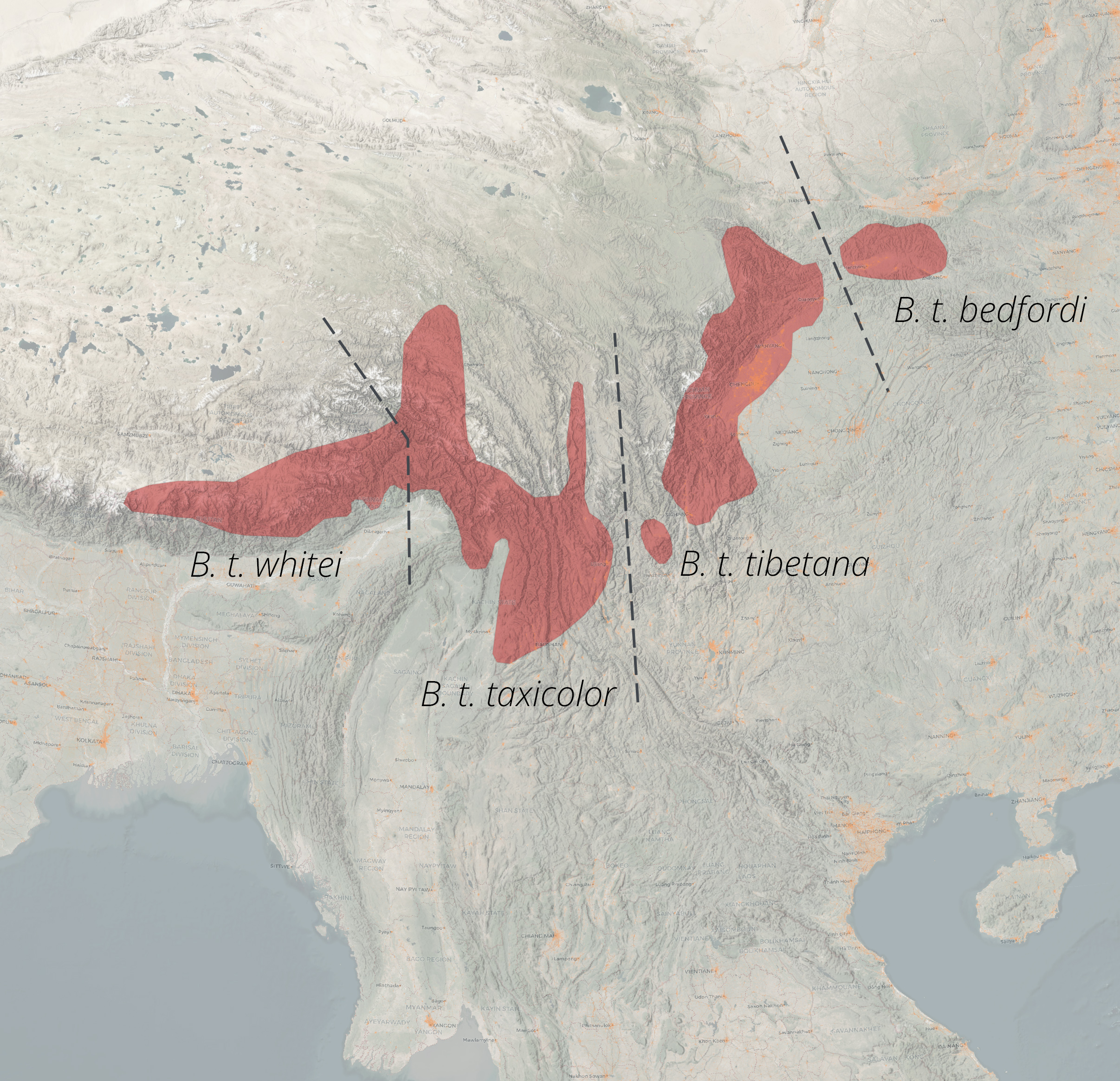
Die Verbreitungsgebiete der Takine

Der Mishmi-Takin erreicht eine Kopf-Rumpf-Länge von 170 bis 200 Zentimeter, eine Widerristhöhe von 107 bis 140 Zentimeter und ein Gewicht von 150 bis 350 kg. Der Schwanz ist sehr kurz und nur 10 bis 12 Zentimeter lang. Die Männchen sind deutlich größer als die Weibchen. Wie allen Takine hat er ein zotteliges Fell, wobei die Haare an den Körperseiten und unter dem Kiefer besonders lang sind. Die Beine sind stämmig und die Afterklauen sind gut entwickelt. Der Widerrist ist höher als die Kruppe, wodurch die Rückenlinie leicht schräg verläuft. Der Mishmi-Takin ist überwiegend bräunlich gefärbt mit einer deutlich gelblichen Tönung auf dem Rücken. Der Kopf, der Bauch, die Beine und der untere Bereich des Halses sind schwärzlich oder dunkelbraun.

## Lebensraum und Lebensweise
Der Mishmi-Takin kommt in bergigen Gebieten mit steilen Hängen in Höhenlagen von 1200 bis 3000 Metern vor. Der Lebensraum besteht aus teilweise dichten Nadel-, Laub- und Mischwäldern. Im Sommer wandern sie auch in größeren Höhen, um Wiesen und Bergweiden oberhalb der Baumgrenze zu erreichen. Die Tiere ernähren sich vor allem von Blättern, im Frühjahr werden aber auch frisch sprießende Kräuter gefressen. Um die Blätter kleiner Bäume zu erreichen, können sich Takine auf die Hinterbeine stellen. Sie sind auch in der Lage, kleine Bäume oder größere Äste abzubrechen. Meist sind sie in den frühen Morgenstunden und am späten Nachmittag aktiv. Im Winter, wenn das Nahrungsangebot spärlich ist, müssen sie oft den ganzen Tag über nach Nahrung suchen. Die Tiere leben in Herden, die bis zu 100 Exemplare umfassen können, im Herbst teilen diese sich in kleinere Gruppen mit 10 bis 40 Individuen. Männchen treten auch einzeln oder zu zweit auf. Mishmi-Takine können 16 bis 18 Jahre alt werden. Sie werden im Alter von 3 bis 5 Jahren geschlechtsreif. Männchen paaren sich aber wahrscheinlich erst später. Die Paarungszeit liegt wahrscheinlich in den Monaten August und September. Die Tragezeit dauert etwa 210 Tage. Es wurden bisher nur Einlingsgeburten registriert. Zum Gebären verlassen die Weibchen wahrscheinlich die Herde. In ihrem Lebensraum haben die Takine kaum natürliche Feinde.

## Systematik
Budorcas taxicolor wurde 1850 durch den britischen Naturforscher Brian Houghton Hodgson erstmals wissenschaftlich beschrieben. Ursprünglich galten alle 4 rezenten Takintaxa als Unterarten von Budorcas taxicolor mit dem Mishmi-Takin (Budorcas taxicolor taxicolor) als Nominatform. Die Zoologen Colin Groves und Peter Grubb gaben allen Unterarten in einer Jahr 2011 veröffentlichten Revision der Hornträger den Status eigenständiger Arten, so dass die Gattung Budorcas aus vier Arten besteht. Dies wurde im Huftierband des Standardwerks Handbook of the Mammals of the World, der ebenfalls 2011 erschien, so übernommen. Eine Gruppe chinesischer Wissenschaftler reduzierte die Artenzahl 2022 dagegen wieder auf zwei, eine (Budorcas taxicolor), die im Himalaya und im Westen von Yunnan vorkommt, mit dem Mishmi-Takin und dem Bhutan-Takin (Budorcas t. whitei) als Unterarten und eine zweite (Budorcas tibetana), die ausschließlich in China vorkommt, mit dem Sichuan-Takin (Budorcas t. tibetana) und dem Goldtakin (Budorcas t. bedfordi) als Unterarten. Der Mishmi-Takin und der Bhutan-Takin sollen sich vor 230.000 Jahren voneinander getrennt haben.

## Gefährdung
Der Mishmi-Takin wird in der Roten Liste der IUCN nicht extra aufgeführt. Insgesamt gelten die Takine als gefährdet. In den letzten 24 Jahren soll ihre Population aufgrund von Wilderei und dem Verlust ihres Lebensraums um etwa 30 % abgenommen haben.